# Салмановка (Татарстан)
Салмановка (тат. Салман) — деревня в Тетюшском районе Республики Татарстан России. Входит в состав Кошки-Новотимбаевского сельского поселения.

## География
Деревня находится в юго-западной части Татарстана, в зоне хвойно-широколиственных лесов, в пределах восточной окраины Приволжской возвышенности, на правом берегу реки Кильны, при автодороге 16К-1520, на расстоянии примерно 23 километров (по прямой) к юго-западу от города Тетюши, административного центра района. Абсолютная высота — 91 метр над уровнем моря.

### Климат
Климат характеризуются как умеренно континентальный, с умеренно холодной продолжительной зимой и относительно жарким летом. Среднегодовая температура воздуха составляет 2,9 °С. Средняя температура воздуха самого холодного месяца (января) — −13,5 °C (абсолютный минимум — −36 °C); самого тёплого месяца (июля) — 19,4 °C (абсолютный максимум — 44 °C). Безморозный период длится 136 дней. Среднегодовое количество атмосферных осадков составляет 486 мм, из которых около 326 мм выпадает в период с апреля по октябрь.

### Часовой пояс
Деревня Салмановка, как и весь Татарстан, находится в часовой зоне МСК (московское время). Смещение применяемого времени относительно UTC составляет +3:00.

## Население
Население деревни в 2012 году составляло 33 человека.

### Национальный состав
Согласно результатам переписи 2002 года, в национальной структуре населения русские составляли 79 % из 43 чел.